# Grønspættebogen
| Portal | Portal:Disney |

 Grønspættebogen  er grønspætternes faste opslagsbog, som de altid tyr til, når der skal løses problemer. Den løser mange knuder for grønspætterne, når situationen er gået i baglås. Ligesom Grønspættekorpset er den en opfindelse af Carl Barks. I en nyere historie af Don Rosa får vi afsløret, at den i virkeligheden stammer fra det berømte bibliotek i Alexandria.